# Gadaref (città)
Gadaref (in arabo القضارف‎? Al Qaḍārif), scritto anche come Gedaref, Gedarif o El Gadarif, è la capitale dell'omonimo stato di Gadaref del Sudan. Si trova sulla strada che collega Khartum con Gallabat circa a 410 km di distanza dalla capitale Khartum.
Gadaref, da tre lati, è circondata da un gruppo di montagne. Il termine arabo "al qadarif" significa "chi prima finisce fa più in fretta". Nella regione, la stagione delle piogge dura dai 3 ai 4 mesi per un totale complessivo di 700-900 millilitri di pioggia annua. La città è un insieme di più gruppi etnici. Recentemente è stato costruito anche un complesso universitario. L'edificio più caratteristico della città è il grande silo, costruito dai russi, per l'immagazzinaggio del grano. La città è anche famosa per la sua vendita all'asta di semi di sesamo.
Nel 1772 l'esploratore scozzese James Bruce passò per questa città (che chiamava Teawa). Descrisse lo sceicco di Gadaref, Fidele, come vassallo del Regno di Sennar. L'esploratore inglese Samuel Baker vi ci passò invece nel 1862, la nomina nel suo libro The Nile Tributaries Of Abyssinia, la colloca nella strada che porta da Khartum a Cassala e descrive nei dettagli il suo mercato che apriva ogni due volte a settimana.
La città è servita da una stazione ferroviaria e da un aeroporto (IATA: GSU, ICAO: HSGF).